# Västerstads herrgård

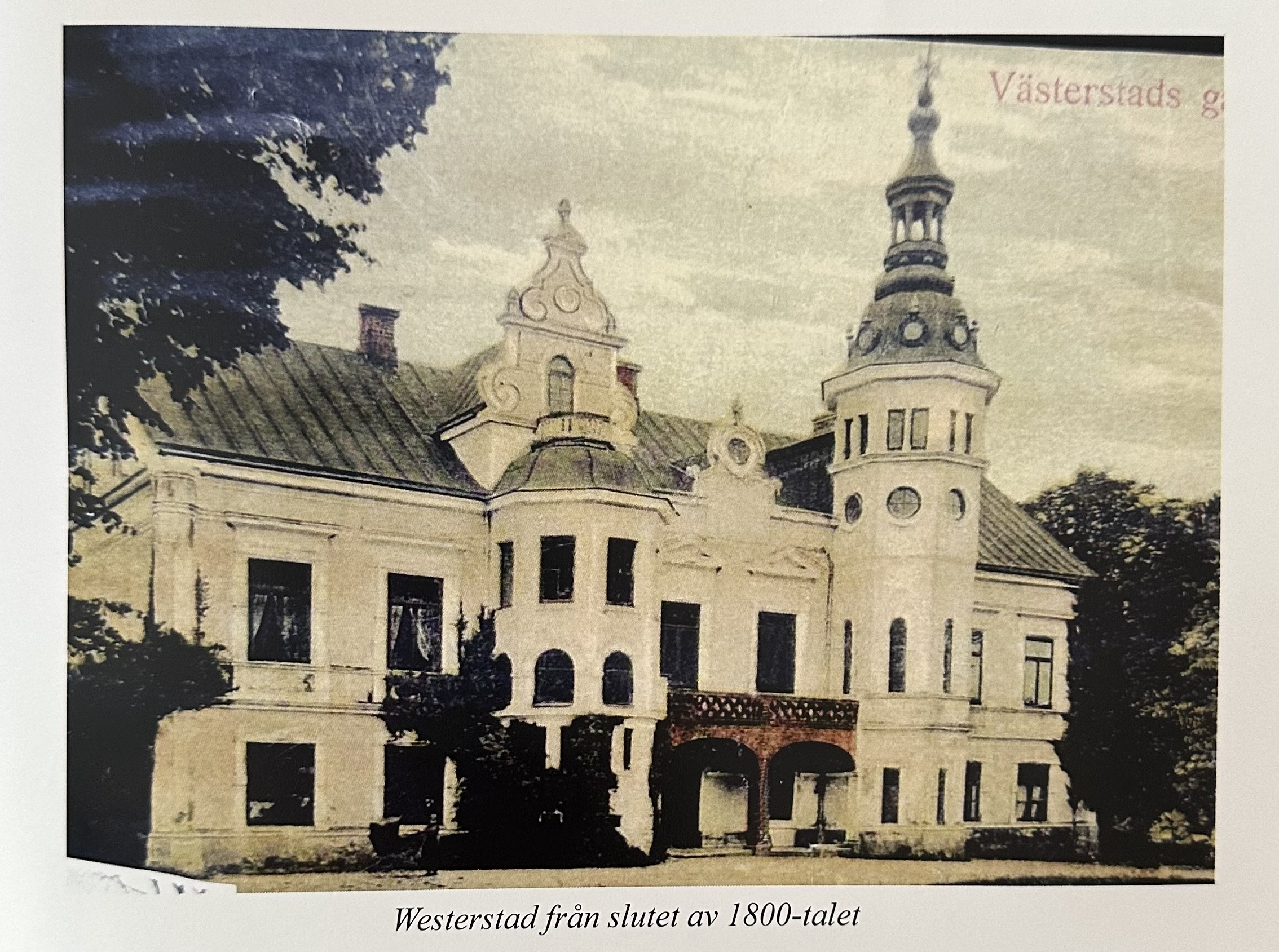
slutet av 1800-talet

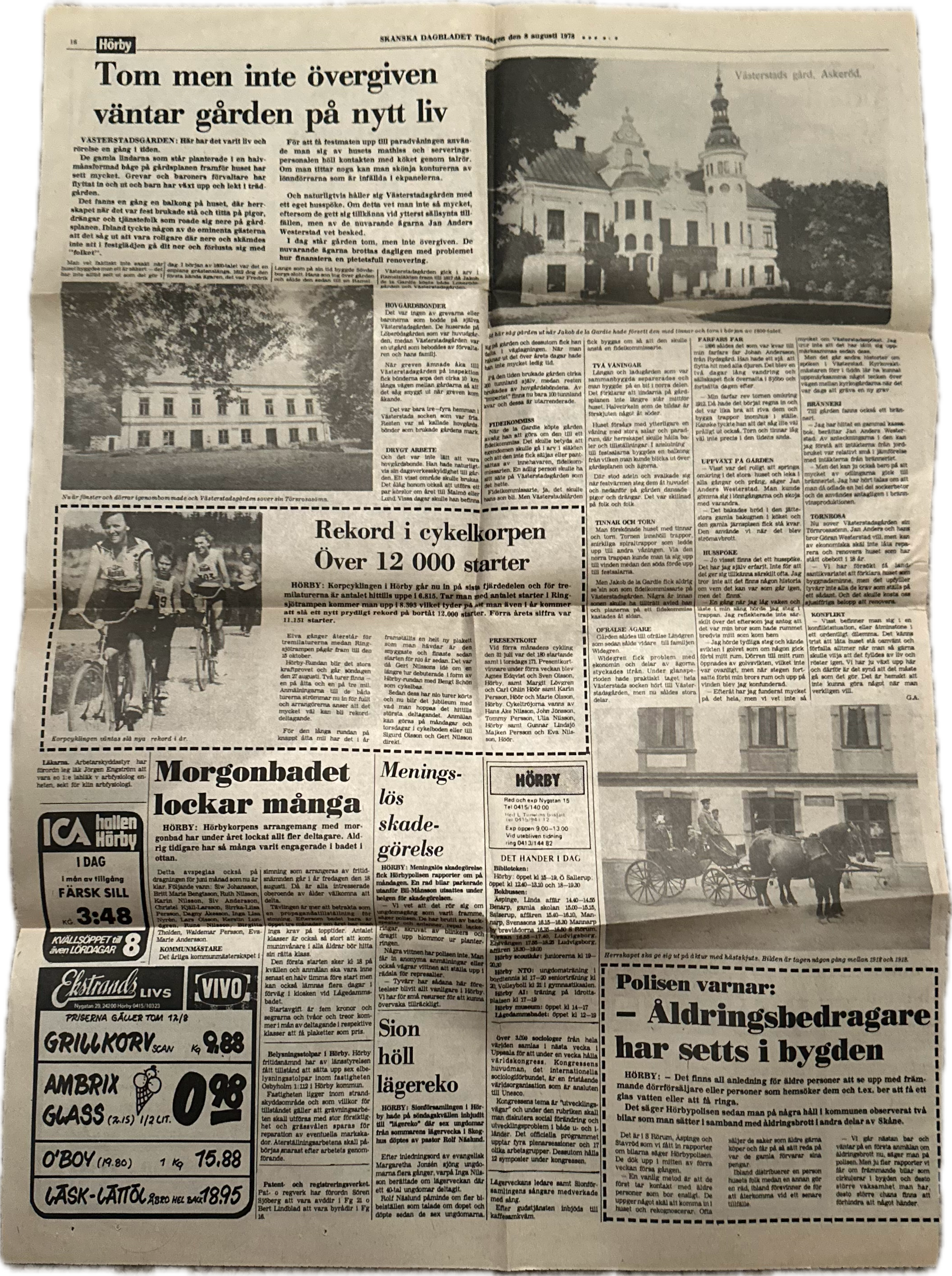
Artikeln i Skånska Dagbladet från den 3 augusti 1978, med rubriken "Tom men inte övergiven väntar gården på nytt liv," beskriver Västerstads herrgård/ Slott.

Westerstads herrgård, Västerstads säteri, ”Westerstads slott”/ Västerstad slott ligger i Västerstads socken i Hörby kommun i Skåne.

## Historia
Nuvarande huvudbyggnad uppfördes 1828 av Jacob De la Gardie. 1873 byggde dåvarande ägaren Wiedegren om huvudbyggnaden i arkitekt Helgo Zetterwalls regi.

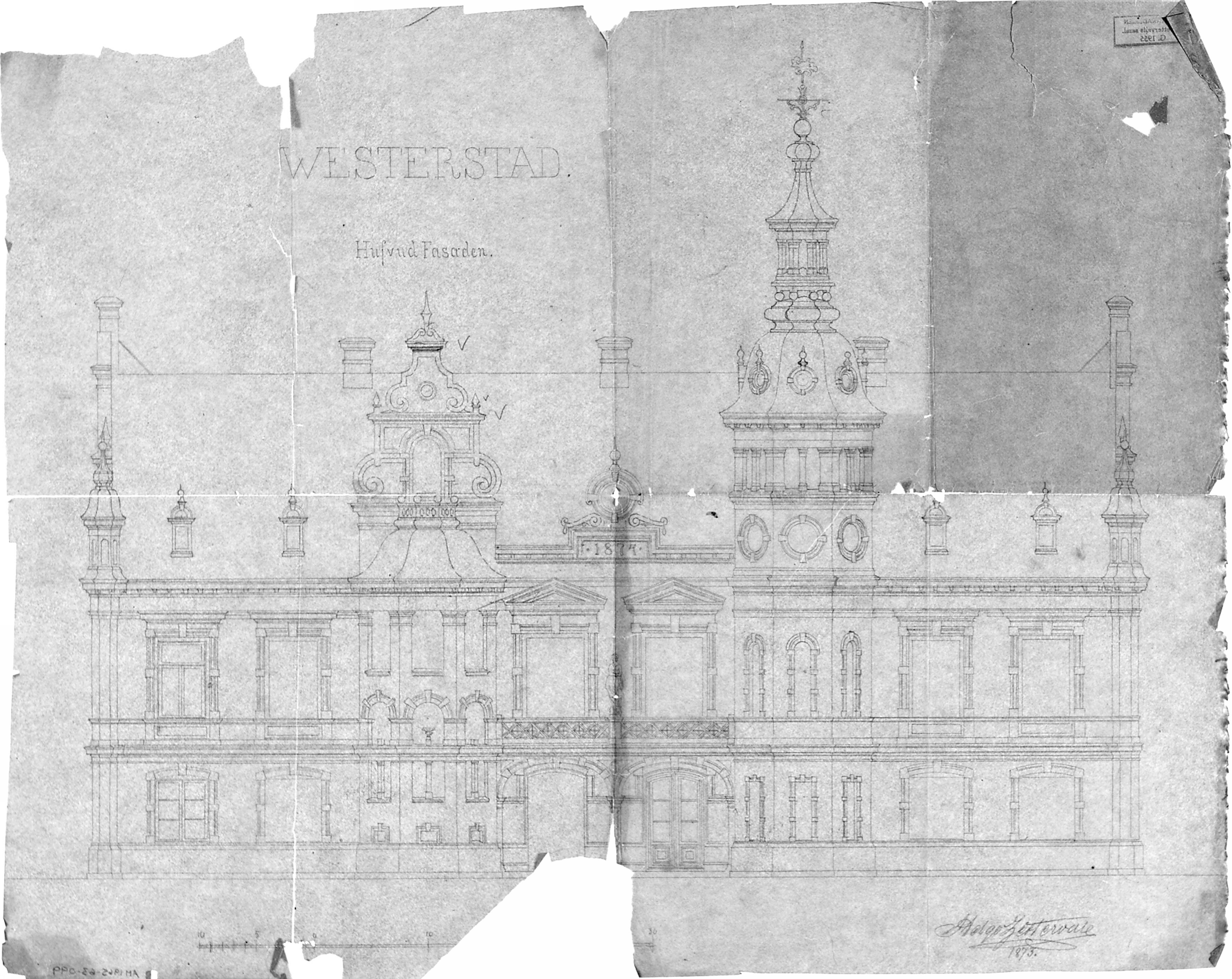
Slottet med sina dåvarande torn

Förste kände ägaren är den danske länsherren Fredrik Lange på Sövdeborg slott. Dock kan man i den "Skånska paltebogen" för år 1504 läsa om Västerstads gårds gränser. Gården finns även omnämnd i gamla skrifter från medeltiden, men vem som var ägare vet man inte. Man kan anta att det var länsherrarna på Stjärnehus som hade gården i besittning. Tillhörande mark har i gamla tider uppgått till totalt 546 tunnland, varav bland annat 4 tunnland park, 80 tunnland skog och 12 tunnland torvmosse, men har under åren avstyckats och sålts av och uppgår idag till ca 4 tunnland. Vid gården fanns i gamla tider mejeri, schäferi och bränneri. Gården utgjordes år 1818 även av 30 mantal underlydande frälsehemman och 16 torp.
Gården gick efter Langes död 1612 i arv till hans son Gunde Lange som i sin tur sålde Westerstad till Henrik Ramel. Då Henrik Ramel dog år 1635, övertog hans änka Margareta Skeel gården. Hon hävdade att Westerstad var en hovgård och därmed befriad från skatt och "ald kongeligt thyende". Hon lät reparera och delvis bygga upp gården. Nedersta våningen av huvudbyggnaden är av gråsten och härstammar säkerligen från denna tid då den fanns utsatt på de gamla kartorna. När Margareta Skeel dog 1666, gick gården i arv till hennes son Hans Ramel. Denne köpte Påarp och Västra Vedåkra och på så vis kunde ägaren till Löberöds slott även färdas till sin gård i Västerstad genom de egna markerna. När Hans Ramel dog 1711, bodde hans änka kvar på Löberöd fram till år 1725 då sonen Malte Ramel övertog både Löberöd slott och Westerstad. Kung Fredrik av Sverige ville en gång förläna honom en kammarherres titel. Malte Ramel avböjde denna kungliga nåd med orden: "Jeg betakker meg, jeg vell helst vare herre i mitt ejet kammers". Han kallades även för "Ramel den rike". Han dog 1752.
Sonen Hans Ramel blev ny ägare till gårdarna, vilka han förbättrade och byggde om. Loglängan på Westerstad byggde han år 1771 och lät då över porten uppsätta en minnestavla med följande inskription "Up Bygd av H R Och A B L Åhr 1771". På 1758 års karta, kan man utanför Westerstads port, söder om vägen, se en rundel. Runt denna var oxelträd planterade. Detta var vändningsplatsen för sexspannet då greven kom på besök. På 1840-talet använde man denna plats som torg där det bland annat såldes smör och säd. När Hans Ramel dog behöll änkan Amalia Beata Lewenhaupt säteriet till år 1800, då hon gav den till sin son Malte Ramel. Denne behöll Westerstad fram till 1817, då Westerstads corps-de-logi såldes till hans svåger Jakob Pontusson De la Gardie på Löberöds slott.
Övervåningen på huvudbyggnaden, som byggdes av De la Gardie, är av tegel med innerväggar av torv. Två torn i romantisk stil kom att pryda husets östra sida, vilka dock senare revs. Corps-de-logiet fick även en mycket pampig inredning med stuckaturarbeten i taken, mönstrat parkettgolv av ek samt hissar mellan kök och festvåning. Under 1870-talet utförde arkitekten Helgo Zetterwall betydande arbeten. Ett flertal salonger fick ett delvis nytt utseende med boaseringar, gyllenläder och pelare.

## Ägarlängd
- –1612 Frederik Gundesen Lange, dansk länsherre g(1545–1612) och Dorte Christoffersdatter Lange (född Lindeno 1530–1580v)
- 1612–1630 Gunde Fredriksen Lange, dansk länsherre (1565–1647) och Anne Hansdatter Lange (född Basse 1578–1633)
- 1630–1635 Henrik Ramel, dansk adelsman och riksråd (1601–1635) och Birgitte Jörgensdatter Lange (född Dyre 1607–1628)
- 1635–1666 Margareta Skeel (Henrik Ramels 2:a hustru 1610–1672)
- 1666–1711 Hans Ramel, landsdomare (1641–1711) och Vibeke Lindenov, (1655–1725)
- 1711–1725 Vibeke Lindenov (1655–1725)
- 1725-1752 Malte Ramel, (känd som Rike-Ramel (1684–1752 och Hedvig Sofia Skytte af Sätra (1702–1724) och Gertrud Elisabeth von Liewen (1707–1765))
- 1752–1799 Hans Ramel, känd som Bygge-Hans (1724–1799) och Amalia Beata Levenhaupt (1726–1810)
- 1799–1800 Amalia Beata Levenhaupt (u1726–1810)
- 1800–1817 Malte Ramel, hovkansler, riksråd och ledamot i Svenska Akademien (1747-1824) och Amalia Beata Gustaviana Lewenhaupt (1749–1804)
- 1817–1842 Jacob Pontusson De la Gardie, politiker och lantmarskalk (1768–1842) och Christina Sparre af Söfdeborg (1778–1811)
- 1842–1855 Johan Anders Lindgren, brukspatron (1803–1870) och Sofia Laurentia Lindgren (född Holmström 1806–1864)
- 1855–1897 Carl Erland Eberhard Widegren (1825–1886) och Ulrika Louise Wirginia Widegren (född Holmberg 1834–1907)
- Nuvarande: Filip Alexanderson och Sara Bratt, som gjort omfattande renoveringar och återställning